# Ranma ½
Ranma ½ (らんま½ Ranma Nibun no Ichi) er komisk manga og anime af Rumiko Takahashi (高橋 留美子), som handler om den 16-årige dreng Ranma Saotome (早乙女 乱馬), der fra en tidlig alder til han var 16 år, blev trænet i kampsport, og som bliver til en pige, når han får koldt vand på sig og en dreng igen når han får varmt vand. Det sidste skyldes, at han faldt i en magisk kilde i Kina.
Mangaen blev udgivet som serie i Japan i Shogakukans Shonen Sunday 1987 – 1996 og blev sideløbende samlet i 38 bind. Takahashi har i interviews udtalt, at hendes mål var at lave en historie, der var populær blandt børn. Ranmas primære målgruppe var drenge i skolealderen.
Mangaen dannede basis for en animeserie i 161 afsnit, der blev sendt i japansk tv 15. april 1989 – 25. september 1992. Animeserien blev fulgt op af en OVA-serie (direkte-til-video) i 11 afsnit 21. oktober 1993 – 19. januar 1996, med et enkelt "efternøler"-afsnit udsendt 31. juli 2008. Derudover er der lavet tre animefilm -  Big Trouble in Nekonron, China i 1991, Nihao, My Concubine i 1992 og Super Indiscriminate Decisive Battle! Team Ranma vs. the Legendary Phoenix i 1994. Der er desuden lavet en tv-film med rigtige skuespillere, der fik premiere 9. december 2011, samt en række videospil.
Mange især vestlige fans kritiserer ofte animationen, da den modsiger manga'en og har en relativt svag slutning. Serien bliver dog genstand meget dybere analyse i Nordamerika end den gør i Japan, ligesom som Takahashis senere værk, InuYasha. Med hensyn til slutningen skal det desuden bemærkes, at animeen stopper tidligere i historien end mangaen.
Mangaen udgives på dansk af Egmont Serieforlaget.

## De fortryllede kilder
Et vigtigt omdrejningspunkt i Ranma ½ er de fortryllede kilder i Jusenkyo i Kina. Hver kilde dækker over en tragisk historie om et dyr eller menneske, der druknede der for hundreder eller tusinder af år siden. En person, der falder i en kilde, vil blive forvandlet til det pågældende dyr eller menneske, der druknede der, når vedkommende får koldt vand på sig, mens varmt vand ophæver forvandlingen. I løbet af serien falder en række personer i kilderne og deres følgende forvandlinger i tide og utide medfører en række komiske situationer og forviklinger. Fælles for de fleste gælder dog, at selvom fortryllelsen har sine fordele, vil de dog gerne have den ophævet.

## Figurer
- Ranma Saotome (早乙女 乱馬, Saotome Ranma) er seriens hovedperson, der som 16-årig faldt i "Den druknede piges kilde". Er dygtig til kampsport, hurtig til at lære nye teknikker og taber sjældent en kamp. Har et stort ego og tænker sig ikke altid om men kan også vise høj moral og viger ikke tilbage for noget eller nogen. Bliver jævnligt involveret i kamp både mod seriens faste figurer og de mest mærkværdige engangsoptrædende personer. Bliver dog også elsket af ikke så få og det både som dreng af piger, der mener sig forlovet, og som pige af drenge, der falder for hendes skønhed.
- Genma Saotome (早乙女 玄馬, Saotome Genma) er Ranmas far, der som lille tog ham ud på en årelang træningsrejse, der grundet manglende kinesiskevner førte til de fortryllede kilder, hvor Genma faldt i "Den druknede pandas kilde". Det generer ham dog ikke så meget, for en umælende panda kan slippe for mange problemer. Nå ja umælende er måske ikke helt rigtigt, for han kommunikerer nemlig til læserens moro med træskilte med forskellige tekster.
- Nodoka Saotome (早乙女 のどか, Saotome Nodoka) er Ranmas mor og Genmas kone, der ikke har set dem, siden de tog ud på træningsrejse. Og da hun finder dem hos familien Tendo, er det i form af en pige og en panda, der nødig vil indrømme sandheden, da Genma lovede hende, at de ville begå harakiri, hvis ikke han fik gjort Ranma til en rigtig mand. En løfte Nodoko trods al hendes venlighed ikke har glemt.

- Soun Tendo (天道 早雲, Tendō Sōun) er far til Akane og en gammel ven af Genma. Tendo og Genma har for lang tid siden aftalt, at Ranma skal forloves med en Tendos døtre og arve Tendo-dojoen, en aftale Tendo lægger stor vægt på. Hidkaldes af og til sammen med resten af gruppen af folk, der har problemer med mystiske og overnaturlige fænomener.
- Akane Tendo (天道 あかね, Tendō Akane) er Tendos yngste datter og forlovet med Ranma. Forlovelsen er dog et anstrengt forhold, for de har begge et stort temperament og viger ikke tilbage. Men skønt ingen af dem vil indrømme det spirer kærligheden. Akane er god til sport men elendig til madlavning.
- Nabiki Tendo (天道 なびき, Tendō Nabiki) er Tendos mellemste datter. Hun er dygtig til at tjene penge, uanset at måderne er dybt umoralske.
- Kasumi Tendo (天道 かすみ, Tendō Kasumi) er Tendos ældste datter og den, der efter moderens død står for husholdningen.

- Shampoo (珊璞, Shampoo) blev engang besejret af Ranma og ifølge amazonelov, skal hun nu gifte sig med ham, uagtet at Ranma allerede er forlovet og helst ville være fri for hendes påtrængende væsen. Det sidste forstærkes af, at Shampoo faldt i "Den druknede kats kilde" og følgende forvandler sig en kat, hvilket er det, Ranma frygter mest.
- Cologne (可崘, Koron) er Shampoos oldemor. Trods at hun er lille og gammel, er hun utrolig dygtig til kampkunst og ubehageligt udspekuleret. Sætter indledningsvis Ranma på prøve men forholdet ændrer sig, da de viser sig at have en fælles fjende i Happosai. Ranma bryder sig dog ikke mere om hende af den grund, for hun insisterer stadig på det uønskede forhold til Shampoo.
- Mousse (沐絲, Mousse) er forelsket i Shampoo, der dog ikke er videre interesseret i den utroligt nærsynede ungersvend. Han er de skjulte våbens mester og hans omfangsrige gevandter skjuler både kæder, sværd, knive og andre våben.
- Guide ved de fortryllede kilder – Viser de fortryllede kilder frem for besøgende, og når de falder i en eller anden kilde, fortæller han på gebrokkent japansk den tragiske historie om den pågældende kilde.

- Tatewaki Kuno (九能 帯刀, Kunō Tatewaki) er Nabikis klassekammerat og leder af skolens kendoklub. Han er en dygtig kæmper men ikke særlig begavet. Han er forelsket i Akane, mens forholdet til Ranma er mere kompliceret. For når Ranma er dreng, er han Kunos fjende, men når Ranma er pige, elsker Kuno hende som "Pigen med hårpisken" uden at ane, at det er en og samme person.
- Kodachi Kuno (九能 小太刀, Kunō Kodachi) er Kunos søster og ligeledes en dygtig kæmper med speciale i rytmisk gymnastik, sorte rosenblade og forgiftning af modstandere. Elsker drenge-Ranma og hader pige-Ranma og ænser lige så lidt som sin bror sammenhængen.
- Rektor Kuno (九能 校長, Kunō-kōchō) er skolens Hawaii-gale rektor. Han er også Kunos og Kodachis far, men de vil forståeligt nok helst være fri for ham. For hans sindssyge indfald og Hawaii-fiksering sætter bestandigt skolen på den anden ende.

- Ukyo Kuonji (久遠寺 右京, Kuonji Ukyō) er okonomiyaki-bager og forlovet med Ranma. Hendes far og Genma aftalte for ti år siden, at de skulle forloves uagtet, at Ranma allerede var lovet bort til Tendos døtre. Men Ukyo har ikke tænkt sig at opgive Ranma af den grund. Ses sjældent uden sin kæmpe bagespatel, som hun bruger til både kamp og bagning.
- Hikaru Gosunkugi (五寸釘 光, Gosunkugi Hikaru) er en mere speciel end begavet elev i Ranmas og Akanes klasse. Vil gerne vinde Akana og går gerne andres ærinde, men hans mislykkede voodoo-magi og uigennemtænkte ideer gør, at det konstant mislykkes.
- Dr. Tofu Ono (小乃東風, Ono Tōfū) er en dygtig læge, der blandt andet retter op på Ranmas og Akanes skader. Hans dygtighed går dog fløjten, når Kasumi er til stede, for så glemmer han fuldstændig sine omgivelser og de patienter, han har under hånden.
- Hinako Ninomiya (二ノ宮 ひな子, Ninomiya Hinako) er en lærer, og hun benytter en særlig teknik kaldet "Happos dødsteknik", det er en teknik, der suger kampånd ud af modstanderen, og uden kampånd ingen kamp. Samtidig forvandler det hende selv fra en legesyg lille pige til en voksen kvinde.

- Ryoga Hibiki (響 良牙, Hibiki Ryōga) er Ranmas rival i både kamp og forholdet til Akane men på sin vis også en ven. Han faldt i "Den druknede gris kilde", så når han får vand på sig, bliver han til en gris. En gris Akane fandt og kaldte "P-Chan" uden at ane sammenhængen. Men at Ryoga er væk, når P-Chan er der, vil heller ikke give umiddelbar anledning til undren, for Ryoga har verdens dårligste stedsans og er ofte længe væk.
- Happosai (八宝斎, Happōsai) har været Genmas og Tendos lærer. De spærrede ham inde i en saketønde, da han var fuld, og troede de havde dræbt ham ved at sprænge tønden i en grotte, og sætte en sten for. Men han vendte lige så tyvagtig og påtrængende som altid og evigt på jagt efter pigeundertøj. Han giver dem mange problemer. Han træner også Ryoga.
- Nylonstrømpe-Taro (パンスト太郎, Pansuto-Tarō) blev som nyfødt badet af Happosai i "Kilden hvor yetien druknede, mens den sad på en okse og holdt en ål og en trane i hænderne". Følgen er, at han bliver forvandlet til et fabeldyr, der er en kombination af disse fire dyr. Hans mål i livet er Happosai, der skal ham et nyt navn, der ikke har med pigeundertøj at gøre.

## Handlinger i bøgerne
1. I den Første bog, læser vi om Ranmas forlovelse med, pigen, Akane Tendo. Deres forlovelse er bestemt af fædrene. Ranmas far, Genma Saotome, er også faldet i en kilde "Den druknede pandas kilde" som gør at når han får koldt vand på sig bliver han til en panda. Akane er meget populær mellem drengene på hendes skole. De kæmper med hende hver morgen, når hun ankommer, til skolen. Der er der så skolen overklasseduks, Kuno, som er meget forelsket i Akane. Men da han ser Ranma i pige-form, bliver han forelsket i "Pigen med hårpisken". Han vil straks mødes med hende, og giver hende nogle blomster.
2. I denne bog møder vi sorte rose, som forulemper skolens kamp-gymnastik hold.
3. I denne bog bliver sorte rose forelsket i Ranma. Hun vil gøre alt for at få ham, der beslutter Akane og sorte rose at kæmpe om Ranma. Men imens Akane træner falder hun over en bold, og brækker foden.